# Onthophagus jalamari
Onthophagus jalamari là một loài bọ cánh cứng trong họ Bọ hung (Scarabaeidae).